# هویک آزویان
هویک باغداساری آزویان (ارمنی: Հովիկ Բաղդասարի Ազոյան؛ زادهٔ ۱۴ اوت ۱۹۴۴) یک سیاستمدار اهل ارمنستان است که از تاریخ ۲۰۰۳ تا تاریخ ۲۰۰۷ سمت نمایندگی دوره سوم مجلس ملی جمهوری ارمنستان را برعهده داشت.

## زندگی‌نامه
در ۱۴ اوت ۱۹۴۴ در واغاتین به دنیا آمد .